# Christian Zib
Christian Zib (* 1960 in Wien) ist ein österreichischer Jurist.

## Leben
Er habilitierte sich 1996 für Unternehmensrecht und Europäisches Wirtschaftsrecht an der Universität Wien, wo er außerordentlicher Universitätsprofessor ist.
Seine Schwerpunkte sind das Unternehmens- und Gesellschaftsrecht, Firmenbuchrecht, Kapitalmarktrecht und IT-Recht. Seine Lehrveranstaltungen haben das Unternehmensrecht und E-Commerce-Recht zum Gegenstand.

## Schriften (Auswahl)
- Studie Nutzungsrechte an IT-Leitungen in Wohnbauten. Wien 2001, ISBN 3-902047-05-4.
- mit Stephan Verweijen: Das neue Unternehmensgesetzbuch. idF HaRÄG (ab 1.1.2007) mit den amtlichen Erläuterungen und Anmerkungen. Wien 2006, ISBN 3-85114-865-7.
- mit Alexander Russ und Heinrich Lorenz: Kapitalmarktgesetz. Kommentar. Wien 2008, ISBN 3-7007-3294-5.
- (Hrsg.): 25 Jahre Firmenbuch. Wien 2016, ISBN 3-7007-6502-9.